# Capitania-geral de Yucatán
A Capitania-Geral de Yucatán, também se-chamada o Reino de Yucatán, foi um reino autônomo da coroa de Castela entre 1565 e 1821. O reino foi uma parte de Vice-Reino de Nova Espanha e a capital foi São Francisco de Campeche.